# Adipocytokiner
Adipocytokiner eller adipokiner, är en grupp cytokiner som utsöndras från fettceller och spelar bland annat roll för immunsystemet, för att reglera fett- och glukosomsättning, med flera funktioner.
Gruppen adipocytokiner innefattar en rad olika typer av substanser, bland annat hormoner, vilka antingen bidrar till inflammation (proinflammatoriska) eller hämmar benägenheten till inflammation (antiinflammatoriska). Bland de mera kända adipocytokinerna finns leptin, adiponektin, interleukin-6, TNF-α, visfatin, irisin, apelin, och resistin.
Det finns ett samband mellan storleken på fettcellerna (det vill säga hur mycket kroppsfett man har) och mängden adipocytokiner. De adipocytokiner som är proinflammatoriska är mera uttryckta från stora fettceller, och de adipocytokiner som är antiinflammatoriska mer från små.
Aktiviteten på adipocytokinerna antas kunna förklara riskerna med metabolt syndrom, och insulinresistens.
Det finns ett konstaterat samband mellan flera av adipocytokinerna, och mental hälsa. Högre nivåer av cytokiner som IL-6 och TNF-α sammanfaller med förhöjd självmordsrisk, i synnerhet när det uppkommer tillsammans med brist på vitamin D som också verkar bidra till förhöjda nivåer av adipocytokinerna ifråga.